# Молодёжный (Карагандинская область)
Молодёжный (каз. Молодёжный) — посёлок в Осакаровском районе Карагандинской области Казахстана. Административный центр и единственный населённый пункт Молодёжной поселковой администрации. Находится примерно в 70 км к востоку от районного центра, посёлка Осакаровка. Код КАТО — 355657100.
До 1997 года был административным центром Молодёжного района.

## История
Основан в 1954 году, как одно из отделений целинного совхоза «Трактор». С 1972 года — посёлок городского типа.

## Население
В 1999 году население посёлка составляло 6817 человек (3191 мужчина и 3626 женщин). По данным переписи 2009 года в посёлке проживало 6139 человек (2890 мужчин и 3249 женщин).

## Экономика
Промышленность представлена одноимённым угледобывающим разрезом корпорации «Казахмыс». Мощность — 7 млн тонн в год. Производством и распределением воды занимается РГП Канал имени К.Сатпаева.